# Xavi Coral i Trullàs
Xavi Coral i Trullàs (Terrassa, 17 de gener de 1971) és un periodista català, presentador del Telenotícies migdia de TV3 des del 2020.
Llicenciat en Periodisme, va començar treballant a Televisió de Terrassa, on presentava informatius. Des de 1997 i durant dotze anys va conduir diferents edicions del Telenotícies —principalment en l'edició del migdia—, acompanyat d'Helena Garcia Melero, Raquel Sans i Núria Solé. Des del 2007 fins al 2009 va conduir un programa d'anàlisi del Canal 33 Àgora.
Entre 2009 i 2015 presentà amb Espartac Peran el magazín d'entreteniment Divendres, emès a les tardes a TV3. En el programa conduïa els continguts, en directe i des del plató, mentre que Espartac Peran s'establia cada dia en un punt diferent del territori. També amb Peran, va presentar les campanades de cap d'any del 2010 des de la Torre Agbar de Barcelona i el 2011, la Marató de TV3 per la regeneració i trasplantament d'òrgans i teixits. La temporada 2015-2016 fou el presentador del programa de TV3 .CAT.
Entre setembre de 2016 i juliol de 2020 va sercorresponsal de la cadena a Brussel·les, en substitució de Francesc Serra. Des del 2020, és copresentador juntament amb la Raquel Sans del Telenotícies migdia a TV3.
El 2024 va publicar la seva primera novel·la, Aprendre a esquivar les bales, basat en el dietari del seu avi durant la Guerra Civil espanyola i en les memòries de la seva àvia a la rereguarda. L' any 2025 la novel·la va ser la guanyadora de la vint-i-cinquena edició del Premi Joaquim Amat i Piniella